# انتخاب جنسیت فرزند
انتخاب جنسیت فرزند (به انگلیسی: Sex selection)، تلاش برای کنترل جنسیت فرزندان برای دستیابی به جنسیت مطلوب است. این را می‌توان به روش‌های مختلفی انجام داد، هم پیش و هم پس از لانه‌گزینی جنین و همچنین در هنگام زایمان با عنوان تنظیم خانواده به بازار عرضه شده‌است.

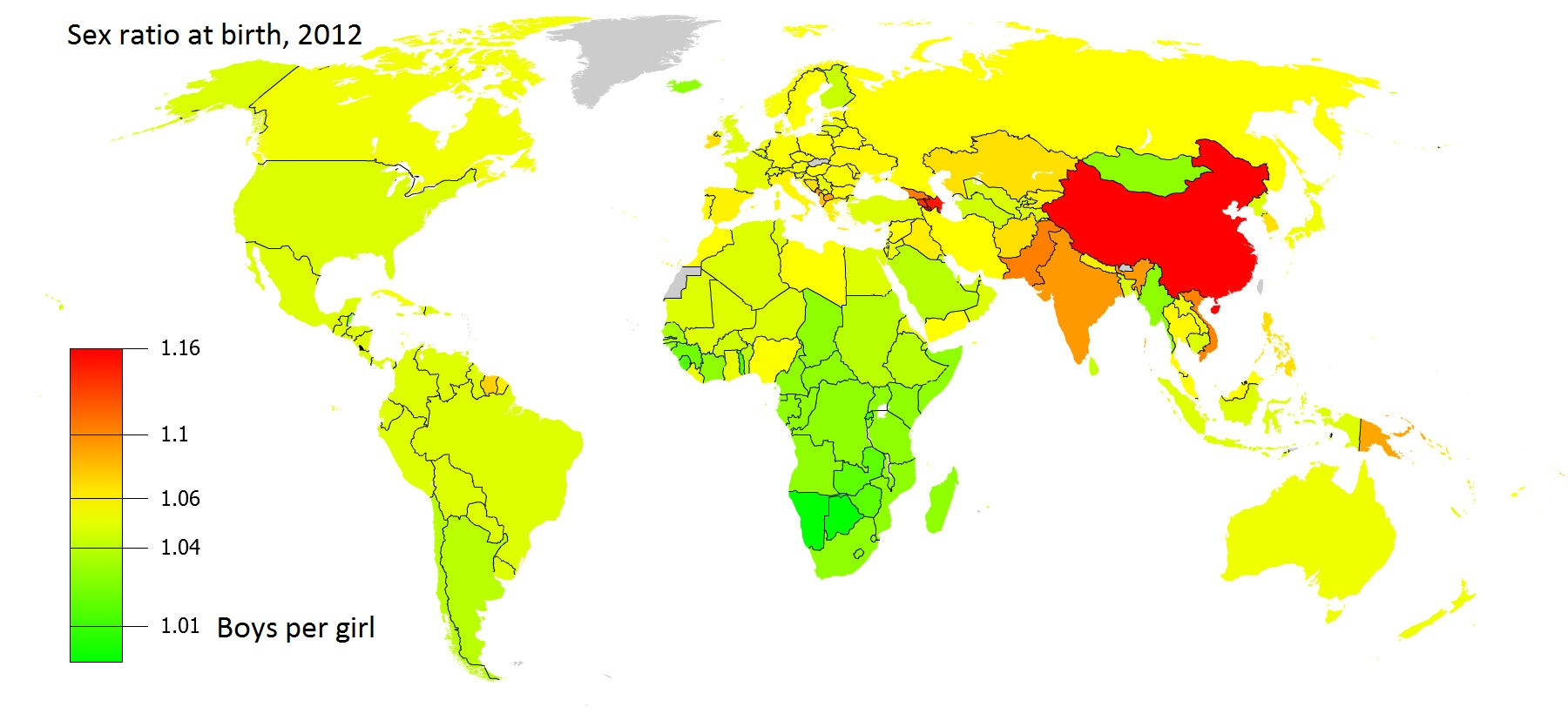
نقشه جهانی نشان‌دهنده نسبت جنسیت فرزند، ۲۰۱۲